# 熊谷文雄
熊谷 文雄（くまがい ふみお、1925年6月3日 - 1984年3月）は日本の大蔵官僚。印刷局長を務めた。

## 来歴
大阪府出身。第1回国家公務員六級職試験を合格。東京大学法学部政治学科卒業。1949年 大蔵省入省。主計局配属。1953年10月 粉河税務署長。1965年7月 福岡国税局総務部長。同年10月23日 大臣官房文書課広報室長。1966年12月5日 大臣官房専門調査官兼大臣官房文書課広報室長。1967年8月 経済企画庁長官官房調査官。同年8月 経済企画庁調整局財政金融課長。1969年8月 大阪国税局総務部長。1971年6月 証券局証券業務課長。1972年5月1日 証券局業務課長。同年6月 国税庁長官官房総務課長。1973年7月 国税庁徴収部長。1975年 国税庁直税部長。1976年6月15日 印刷局長。1977年6月10日 退官。1979年12月21日 京都銀行専務取締役。1984年3月 急性呼吸不全で死去。

## 略歴
- 1949年4月：大蔵省入省。主計局配属[1]。
- 1950年11月：経済安定本部財政金融局産業資金課。
- 1952年8月：経済審議庁調整部
- 1953年8月：東京国税局直税部所得税課。
- 1953年10月：粉河税務署長。
- 1955年6月：大臣官房財務参事官室
- 1956年4月：大臣官房財務参事官室付課長補佐。
- 1958年6月：大臣官房調査課長補佐。
- 1960年7月：理財局地方資金課長補佐。
- 1963年6月：福岡国税局直税部長。
- 1965年7月：福岡国税局総務部長。
- 1965年10月23日：大臣官房文書課広報室長。
- 1966年12月5日：大臣官房専門調査官 兼 大臣官房文書課広報室長。
- 1967年8月：経済企画庁長官官房調査官。
- 1967年8月：経済企画庁調整局財政金融課長。
- 1969年8月：大阪国税局総務部長。
- 1971年6月：証券局証券業務課長。
- 1972年5月1日：証券局業務課長。
- 1972年6月：国税庁長官官房総務課長。
- 1973年7月：国税庁徴収部長。
- 1975年：国税庁直税部長。
- 1976年6月15日：印刷局長。
- 1977年6月10日：退官。
- 1979年12月21日：京都銀行専務取締役。
- 1984年3月：急性呼吸不全で死去。

## 人物
やわらかで他人の話を親身になって聞く。きゃしゃな体つきから受ける印象は多少女性的だが、シンの強さは別人のおもむきがあるとされている。